# Eueremaeus tenuisensillatus
Eueremaeus tenuisensillatus är en kvalsterart som beskrevs av Bayartogtokh 2003. Eueremaeus tenuisensillatus ingår i släktet Eueremaeus och familjen Eremaeidae. Inga underarter finns listade i Catalogue of Life.